# Bảng (thông tin)
Bảng là sự sắp xếp dữ liệu theo hàng và cột hoặc có thể trong một cấu trúc phức tạp hơn. Bảng được sử dụng rộng rãi trong giao tiếp, nghiên cứu và phân tích dữ liệu. Bảng xuất hiện trên phương tiện in ấn, ghi chú viết tay, phần mềm máy tính, trang trí kiến trúc, biển báo giao thông và nhiều nơi khác. Các quy ước và thuật ngữ chính xác để mô tả bảng khác nhau tùy thuộc vào ngữ cảnh. Hơn nữa, các bảng khác nhau đáng kể về sự đa dạng, cấu trúc, tính linh hoạt, ký hiệu, biểu diễn và sử dụng. Trong sách và các bài báo kỹ thuật, các bảng thường được trình bày ngoài văn bản chính trong các khối nổi được đánh số và có chú thích.

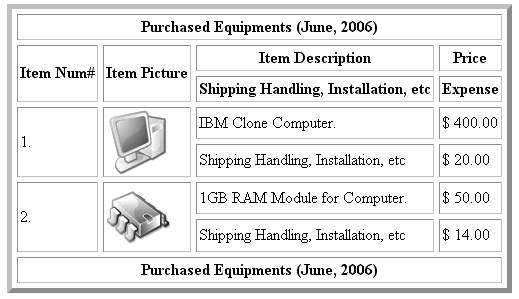
Một bảng ví dụ được hiển thị trong trình duyệt web sử dụng HTML.